# Формиат свинца(II)
Формиат свинца(II) — неорганическое соединение, 
соль металла свинца и муравьиной кислоты
с формулой Pb(HCOO)2,
бесцветные кристаллы,
растворяется в воде,
образует кристаллогидрат.

## Получение
- Действие муравьиной кислоты на гидроксид свинца:

{\displaystyle {\mathsf {Pb(OH)_{2}+2HCOOH\ {\xrightarrow {}}\ Pb(HCOO)_{2}+2H_{2}O}}}

## Физические свойства
Формиат свинца(II) образует бесцветные кристаллы
ромбической сингонии, пространственная группа P 212121, параметры ячейки a = 0,652 нм, b = 0,875 нм, c = 0,741 нм, Z = 4 .
Растворяется в воде,
не растворяется в этаноле.
Образует кристаллогидрат состава Pb(HCOO)2•2H2O.